# Michal Habaj
Michal Habaj (* 3. Dezember 1974 in Bratislava) ist ein slowakischer Dichter, Romanautor und Literaturwissenschaftler.

## Leben
Habaj arbeitet an der Slowakischen Akademie der Wissenschaften im Bereich slowakische Literatur. Er veröffentlichte verschiedene Gedichtbände, unter anderem auch unter dem weiblichen Pseudonym Anna Snegina. Habaj wirkte an experimentellen Poesieprojekten mit und gehört zu den bekanntesten zeitgenössischen Dichtern der Slowakei.
Nach seinem Studium der Slowakischen Sprache und Literatur schloss er ein Doktorstudium am Institut für Slowakische Literatur, Slowakische Akademie der Wissenschaften ab.

## Werke (Auswahl)
- Caput Mortuum. Drewo a srd / Občianské združenie Vlna, 2015, 171 Seiten.
- mit Tomáš Klokner: Im Schatten der Kleio Die Schriften zur antiken Historiographie. tredition, 2016.
- mit Ulrike Feibig: Erwachen. hochrot, 2021.